# Auguste de Keralio
Pour les articles homonymes, voir Keralio.
Auguste Guy Guinement de Keralio nait à Rennes (paroisse de Saint-Germain) le 23 avril 1715 et meurt à Paris, rue de Condé, le 11 décembre 1805. Son père est l'écuyer François Fiacre Guinement, seigneur de Keralio, et sa mère est Marguerite Rose Bodin.

## Biographie
Il est le frère aîné de Louis-Félix Guynement de Kéralio, et d'Agathon de Kéralio, le beau-frère de Marie Françoise Abeille de Kéralio, et l'oncle de Louise-Félicité de Keralio.

### Carrière militaire
Le 15 juin 1732, à 17 ans, le jeune Auguste entre à l'école des cadets gentilshommes de la citadelle de Metz. Il est nommé lieutenant au bataillon de Carhaix de la milice de Bretagne le 1er août 1733 et sert avec celui-ci dans les Flandres[réf. nécessaire]. Le second lieutenant du bataillon est Louis Adrien Desnaux de Surret qui en deviendra le capitaine.
Auguste y reste jusqu'au 8 février 1734, date à laquelle il intègre le régiment d'infanterie d'Anjou dans lequel son frère aîné, le lieutenant Felix François Guinement, perd la vie au siège de Philippsbourg le 18 juillet 1734. Il participe à la guerre de Succession de Pologne et à la guerre de Succession d'Autriche.
En 1734, il est présent au combat de Colorno en mai et à la bataille de San Pietro. Son régiment est envoyé au secours du bataillon du Dauphin cerné par les Impériaux dans ses postes de la Secchia (18 septembre 1734); il combat à Guastalla où son camarade de la compagnie des cadets gentilshommes de Metz, le lieutenant Charles de Pagès est gravement blessé, le 21 septembre, et après la prise de la Mirandole, il est mis en quartier d’hiver à San Secondo, dans le Parmesan.
Il concourt en 1735 à la conquête du château de Gonzague, de Reggiolo et de Revere. Auguste est alors nommé aide-major le 29 août 1735 et rentre en France au mois de septembre 1736 et devient l'aide-major du 1er bataillon du régiment.
Le 13 janvier 1741, il est nommé capitaine et commande une compagnie du 2e bataillon du régiment d'Anjou et participe à la guerre de succession d'Autriche en Bohême. En tant que capitaine aide-major, il seconde le marquis d'Armentières, colonel du régiment d'Anjou, à Egra en juin 1742, pendant le Siège de Prague (1742).
En 1747, le maréchal de Belle-Ile nomme Auguste de Kéralio, responsable du dépôt de Fourrages de l'armée à Marseille.
Le Comte de Maillebois obtient, en 1746 pour Auguste de Keralio la croix de Saint-Louis pour son comportement lors de la bataille du Tidone le 10 août 1746. Il écrira "De Keralio, capitaine aide major : très brave officier ; a montré la plus grande intelligence et la valeur la plus distinguée au combat de Tidon, où il a soutenu avec le régiment d'Anjou les plus grands efforts de l'ennemi".
Il quitte l'armée en 1749 mais obtient le grade de colonel réformé en 1757 à la demande de Louise-Élisabeth de France dont le mari, l'infant Philippe d'Espagne est devenu duc de Parme.

### Sous-gouverneur de l'Infant de Parme
En 1754, il est précepteur du jeune comte de Gisors, fils de Charles-Louis-Auguste Fouquet de Belle-Isle dit le maréchal de Belle-Île, dans son tour de l'Europe. Il fait alors la connaissance du Roi de Prusse, de l'impératrice d'Autriche, du Roi d'Angleterre et d'autres souverains.
En 1756, il est secrétaire du Duc de Nivernais lors de son ambassade auprès du roi de Prusse.
Il est nommé membre honoraire de l'académie de Parme à sa création en 1757 en tant qu'écrivain demeurant à Paris.
En 1757, le Duc de Nivernais le recommande auprès de Louis XV pour devenir l'un des trois sous-gouverneurs de l'aîné des petits-fils du roi Louis de France, duc de Bourgogne ou sous-gouverneur de l'infant Ferdinand de Parme. Il est chargé de l'éducation de ce dernier avec l'abbé Condillac du 8 mars 1757 jusqu'en 1769. Pour s'acquitter de cette tâche, il lui inculque les idées des philosophes en mettant l'intelligence et la compréhension au centre de son éducation et il tente d'en faire un "roi-philosophe". Entouré par le clergé parmesan et les autrichiens, rebuté par la froideur de ses maîtres, le jeune prince de Parme ne peut pas appliquer et mettre en valeur son savoir et son éducation. Le prince accède au trône en 1765. En 1769, le prince a 18 ans. La fonction des gouverneurs parvient à son terme et Keralio retourne en France. Le duc de Parme est marié à l'archiduchesse Marie-Amélie d'Autriche. La jeune femme est un atout important de la politique Autrichienne en Italie et dominera facilement son mari.
À son retour en France, Keralio est présenté au Roi à Fontainebleau le 4 novembre 1769 par le duc de Richelieu et obtient une pension de 10 000 livres accordée par Louis XVI, une pension de 10 000 réaux billon accordée par Charles III d'Espagne sur la commanderie d'Onda appartenant à l'ordre de Montesa (Gazette de France du 3 septembre 1770) et, par décision du Roi du 19 avril 1767, un appartement en viager au palais du Luxembourg et devient ainsi le voisin du futur Louis XVIII.
De 1769 à son décès, il partage sa vie entre le palais du Luxembourg et l'hôtel de Tournon, domicile du Duc de Nivernais dont il est le proche ami. Régulièrement il aide Condorcet pour des traductions en mathématique et devient son secrétaire entre 1770 et 1780.
Il connaît pendant de nombreux mois, du 9 août 1793 au 27 juillet 1794, la prison des Carmes pendant la Terreur et ne doit la vie sauve qu'à l'intervention de sa nièce Louise-Félicité de Kéralio. La page d'écrou de la prison des Carmes ayant été arrachée, il ne fut jamais traduit devant un tribunal révolutionnaire.
Auguste de Keralio décède à Paris en 1805 à 90 ans.

## Titres honorifiques
Il fut chevalier de l'Ordre royal et militaire de Saint-Louis en 1746 et gentilhomme de la chambre du Prince de Parme (2 octobre 1760).
Après avoir reçu les honneurs de la cour en 1769 il porte le titre de courtoisie de marquis de Keralio.
Blason : de sable à trois rencontres de cerfs d'argent surmonté d'une couronne de marquis.

## Sources
- Correspondance d'Auguste de Keralio et de Paolo Frisi, mathématicien milanais.

## Liens
- Notices d'autorité :   - VIAF
  - GND
- Louis-Félix Guynement de Kéralio, académicien et militaire, frère.
- Agathon Guinement, chevalier de Keralio, militaire, frère.
- Famille de Keralio